# Памятники А. С. Пушкину в Казани
Памятники А. С. Пушкину в Казани — серия скульптурных композиций, посвящённых великому русскому поэту, драматургу и прозаику Александру Сергеевичу Пушкину, созданная в советский и постсоветский периоды. Великий русский поэт побывал в Казани в 1833 году в ходе своей поездки в Поволжье и на Урал для сбора материалов по «Истории Пугачёва».
Впервые увековечение памяти Пушкина в Казани произошло в 1899 году, когда отмечали столетие со дня рождения поэта. Тогда две улицы города — Верхнюю Фёдоровскую и 1-ю Театральную — объединили в одну и назвали Пушкинской (в советский период её наименование обрело современную форму — улица Пушкина). 
Первый два памятника Пушкину в Казани появились в 1956 году — на улице Пушкина и в посёлке Старое Аракчино. Памятник в Старом Аракчино в 2023 году разрушился и тогда же вместо него была отлита аналогичная скульптура, установленная во дворе гимназии № 93. В 2024 году на стене дома профессора К. Ф. Фукса была открыта композиция, посвящённая пребыванию Пушкина в Казани в 1833 году, главным элементом которой является бюст поэта. Таким образом, всего в Казани установлено три памятника Пушкину — две статуи и один бюст.       

## Памятник А. С. Пушкину на улице Пушкина (1956)
55°47′43″ с. ш. 49°07′30″ в. д.

Памятник А. С. Пушкину на улице Пушкина (у здания Татарского театра оперы и балета имени Мусы Джалиля)

Это самый известный памятник Пушкину в Казани. Он стоит в экседре (полукруглом заглублении) бокового фасада Татарского театра оперы и балета имени Мусы Джалиля, выходящего на улицу Пушкина. Памятник был установлен в 1956 году, когда завершилось строительство указанного театра. Автором скульптуры поэта является Надежда Константиновна Вентцель (1900—1998).
Статуя Пушкина стоит на высоком круглом пьедестале, с лицевой стороны которого содержатся рельефные надписи в две строки: «А. С. Пушкин» и «1799—1837». Снизу эти надписи обрамлены рельефным изображением лавровой ветви. Поэт изображён одетым в сюртук, в позе со скрещёнными на груди руками и задумчивым лицом, смотрящим вниз; сзади с его плеч свисает дорожный плащ.  
Изначально скульптура была изготовлена из бетона, хотя в более поздних публикациях со ссылкой на художника Фарида Якупова ошибочно утверждалось, что она была гипсовой. В 2005 году в рамках подготовки к 1000-летию Казани бетонная скульптура Пушкина была демонтирована, а вместо неё была установлена такая же, но отлитая в бронзе.       

## Памятник А. С. Пушкину в посёлке Старое Аракчино (1956—2023)
55°48′07″ с. ш. 48°58′26″ в. д.

Этот памятник казанцам был мало известен, так как он находился на окраине города в малопосещаемом месте. О его существовании широкая публика узнала в 2022 году, когда активисты Русского национально-культурного объединения Республики Татарстан и сотрудники казанского Культурного центра имени А. С. Пушкина обнаружили статую поэта в уже заброшенном состоянии и подняли вопрос о её реставрации с последующим перемещением в другое место.
Утраченный памятник Пушкину был установлен в 1956 году в Кировском районе города, в посёлке Старое Аракчино, на территории школы № 74 (ул. Затонская, 12), здание которой позже использовалось Домом детского и юношеского туризма и экскурсий. 
Это была типовая скульптура, автором которой являлся советский скульптор и график Аполлон Александрович Мануйлов (1894—1973). В 1949 году по его модели была отлита в бетоне скульптура поэта, представленная на конкурс по созданию памятника Пушкину для площади Искусств в Ленинграде, но в 1956 году она была установлена на Пулковском шоссе.
Аналогичная статуя поэта в Старом Аракчино стояла на невысоком кирпичном пьедестале. А. А. Мануйлов изобразил Пушкина одетым во фрак, с повязанным на шее широким галстуком в стиле Байрона; поэт стоит в свободной позе, согнув руки на груди и устремив взгляд вдаль.  
К 2022 году этот памятник пришёл в ветхое состояние, что было отражено в заключении секретаря Государственного научно-исследовательского института реставрации (ФГБНИУ ГОСНИИР Министерства культуры РФ), художника-реставратора каменной и гипсовой скульптуры и произведений из камня на открытом воздухе А. С. Макаровой.

Скульптура выполнена из бетона, проармирована металлической арматурой, сверху окрашена краской под серебро. Вероятно, красочных покрытий несколько. Постамент сложен из кирпича, оштукатурен и покрашен. На памятнике наблюдаются характерные для монументов такой конструкции процессы разрушения: металлическая арматура коррозирует, в результате чего образуются разрывы и трещины на бетоне. В трещинах накапливаются загрязнения, развивается биообрастание и, что самое опасное, застаивается влага. Это провоцирует дальнейшую коррозию арматуры и как следствие — растрескивание бетона. Для того, чтобы остановить процессы разрушения, нужно выполнить полный комплекс реставрационных работ. Иначе со временем растрескивание только усилится и фрагменты бетона начнут разваливаться и обрушаться. В случае переноса памятника, оптимальным решением будет демонтаж скульптуры и дальнейшая реставрация в мастерской.— Макарова А. С.
В 2023 году памятник Пушкину в Старом Аракчино решили отреставрировать, но при попытке транспортировки он развалился.

## Памятник А. С. Пушкину в гимназии № 93 (2023)
55°46′51″ с. ш. 49°10′02″ в. д.

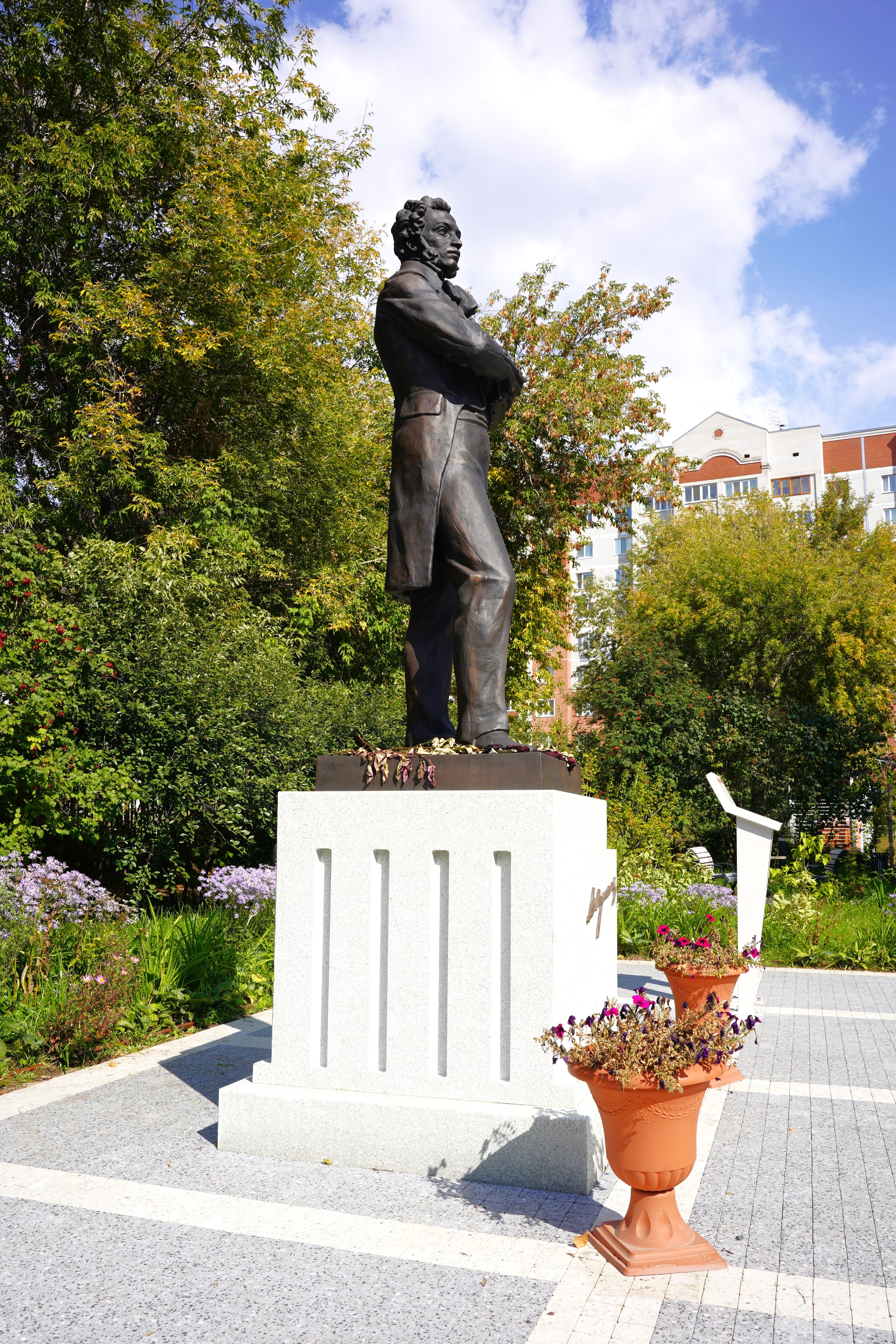
Памятник А. С. Пушкину во дворе гимназии № 93

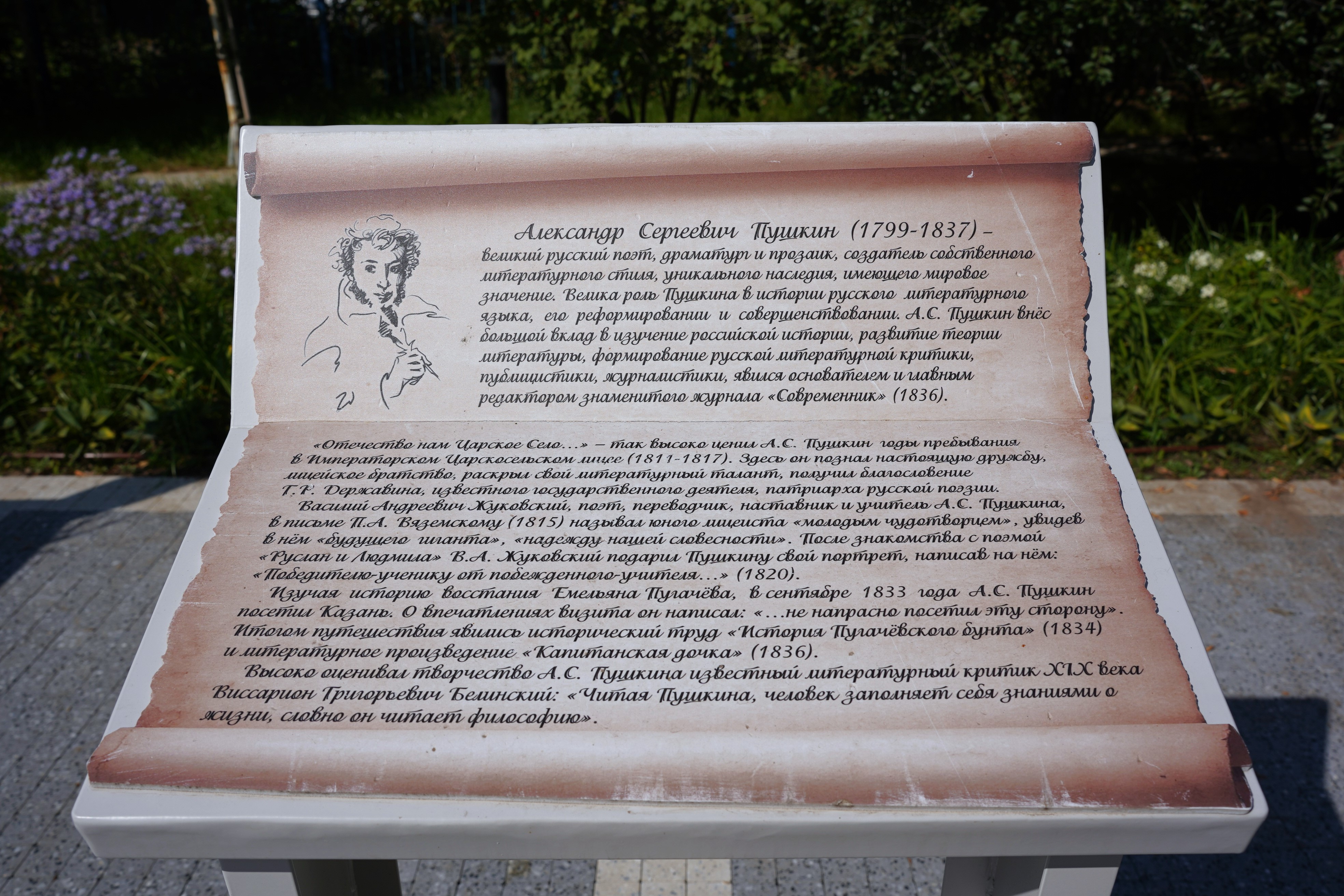
Информационный стенд у памятника А. С. Пушкину во дворе гимназии № 93

Прототипом памятника Пушкину, установленного во дворе казанской гимназии № 93 (ул. Красной Позиции, 37), является утраченная статуя поэта работы скульптура А. А. Мануйлова, стоявшая в посёлке Старое Аракчино во дворе школы № 74. Гимназический памятник был создан по инициативе Русского национально-культурного объединения Республики Татарстан и при поддержке главы республики Рустама Минниханова. Его автором является скульптор, член Союза художников России Артур Давыдов. Помимо самой скульптуры, также воссоздан пьедестал утраченного памятника в Старом Аракчино.  
Открытие памятника Пушкина состоялось 18 октября 2023 года и было приурочено к 190-летию пребывания поэта в Казани. Выбор места установки памятника на территории гимназии № 93 был обусловлен тем, что директором этого учебного заведения является многолетний председатель Русского национально-культурного объединения Республики Татарстан И. А. Александровская, которая была одним из инициаторов сохранения памятника Пушкину в Старом Аракчино, а после его разрушения выступила с инициативой его воссоздания. Также в пользу этого сыграли факты придания гимназии № 93 статуса республиканской инновационной площадки (ресурсного центра) для общеобразовательных организаций с русским этнокультурным компонентом (2022) и присвоения ей имени А. С. Пушкина (2023).

## Памятник-бюст А. С. Пушкину на стене дома профессора К. Ф. Фукса (2024)
55°47′09″ с. ш. 49°06′41″ в. д.

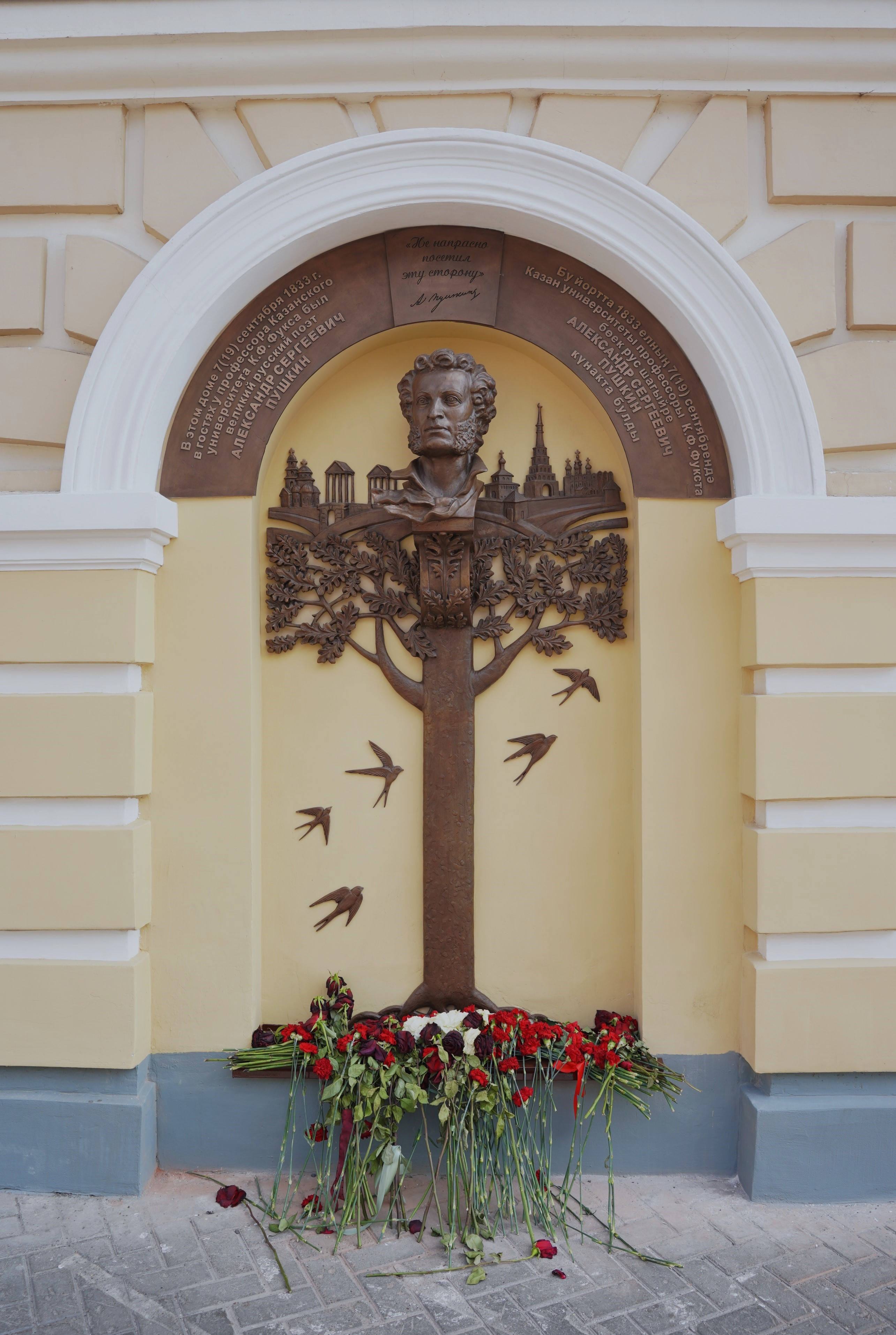
Бюст А. С. Пушкина на стене дома профессора К. Ф. Фукса

6 сентября 2024 года была открыта скульптурная композиция, посвящённая пребыванию Пушкина в Казани в 1833 году. Она появилась в рамках реализации историко-культурного проекта «Пушкин и Казань».  
Скульптурная композиция установлена в пространстве ложного окна на стене дома профессора К. Ф. Фукса (ул. Московская, 58), выходящей на улицу Галиаскара Камала. Находясь в Казани, Пушкин посещал этот дом, где общался с профессором Казанского императорского университета Карлом Фуксом и его женой — Александрой Фукс.
Автором этой композиции является скульптор Тимофей Тюрин. Созданное им изображение представляет собой сложный барельеф в сочетании с бюстом поэта, который, выступая вперёд, является главным элементом всей композиции. Высота скульптурной композиции, выполненной из бронзы, составляет 2 метра, ширина — 1,2 метра. 
Главным элементом барельефа является изображение дубового дерева, над которым установлен бюст Пушкина, а фоном ему служат рельефные образы Казани первой половины XIX века: справа от бюста — кремль с Дворцовой церковью, башней Сююмбеки и Благовещенским собором; слева — несохранившийся мост с пропилеями в начале Арского поля и Варваринская церковь. Ниже, под кроной дерева, летают ласточки. Венчает всю композицию арочная памятная доска, в центре которой надпись: «Не напрасно посетил эту сторону» (фраза из письма Пушкина своей жене Наталье от 8 (20) сентября 1833 года, в котором он кратко описал своё пребывание в Казани); в левой части памятной доски выведена дугой пояснительная надпись: «В этом доме 7 (19) сентября 1833 г. в гостях у профессора Казанского университета К. Ф. Фукса был великий русский поэт Александр Сергеевич Пушкин»; в правой части — аналогичная надпись на татарском языке.